# Luciano Guaycochea
Luciano Guaycochea (* 24. April 1992 in Provinz La Pampa) ist ein argentinischer Fußballspieler.

## Karriere
Guaycochea entstammt der Nachwuchsabteilung der Boca Juniors. Er nahm mit der U18 des Klubs unter anderem 2010 an der Klubweltmeisterschaft in Madrid teil. Er wechselte im Januar 2013 von den Porteños in die türkische Süper Lig zu Akhisar Belediyespor. Bei diesem Verein spielte er fast ausschließlich für die Reservemannschaft und kam bei dein Profis nur zu drei Pokaleinsätzen. Für die Rückrunde der Saison 2013/14 wurde Guaycochea an den Zweitligisten TKİ Tavşanlı Linyitspor ausgeliehen. Ende 2014 wechselte er dann zurück in die Heimat zu Belgrano Santa Rosa. Zwei Jahre später schoss er sich dann dem Zulia FC in Venezuela an und seine nächsten beiden Stationen waren die kolumbianischen Vereine Cúcuta Deportivo sowie Alianza Petrolera. Dann folgten in der Heimat der Club Deportivo Morón und Anfang 2022 der Wechsel zu Oriente Petrolero aus Bolivien. Doch schon sechs Monate später ging Guaycohea weiter zu Perak FA in die Malaysia Premier League.